# Filament (Ozeanographie)
Als Filamente werden in der mesoskaligen Ozeanographie schmale, langgestreckte Strukturen innerhalb der Meeresströmungen bezeichnet, in denen Wassermassen mit charakteristischen physikalischen oder chemischen Eigenschaften – wie Temperatur, Salzgehalt, Nährstoff- oder Planktonkonzentration – über große Distanzen transportiert werden. Diese „fadenförmigen“ Strukturen entstehen typischerweise an Fronten, in Auftriebsgebieten oder durch die Wechselwirkung zwischen Strömungen und mesoskaligen Wirbeln (Eddys). Filamente können nur wenige Kilometer breit, aber mehrere hundert Kilometer lang sein und treten meist als horizontale Ausflüsse spezifischer Wassermassen auf.
Ein klassisches Beispiel sind Filamente, die sich in küstenfernen Auftriebsgebieten wie vor der westafrikanischen oder kalifornischen Küste bilden: Dort gelangt kaltes, nährstoffreiches Tiefenwasser an die Oberfläche und wird anschließend durch Windantrieb und Strömung in filamentartigen Ausläufern ins offene Meer transportiert. In diesen Strukturen findet oft eine hohe biologische Aktivität statt, da sie Phytoplankton mit frischen Nährstoffen versorgen und somit lokal produktive Bedingungen schaffen.
Filamente spielen eine wichtige Rolle im ozeanischen Stofftransport, da sie den Austausch zwischen küstennahen und offenen Wassermassen ermöglichen. Insbesondere fördern sie die horizontale Verlagerung von Nährstoffen, Planktonblüten und Spurengasen wie CO₂. Dadurch tragen sie nicht nur zur Produktivität mariner Ökosysteme bei, sondern beeinflussen auch großräumige biogeochemische Kreisläufe und damit klimarelevante Prozesse.
In hochauflösenden Satellitenbildern sind Filamente oft sichtbar durch Kontraste in der Meeresoberflächentemperatur oder im Chlorophyllgehalt, was sie zu einem wichtigen Beobachtungsziel der ozeanographischen Fernerkundung macht.